# رقص رباعي

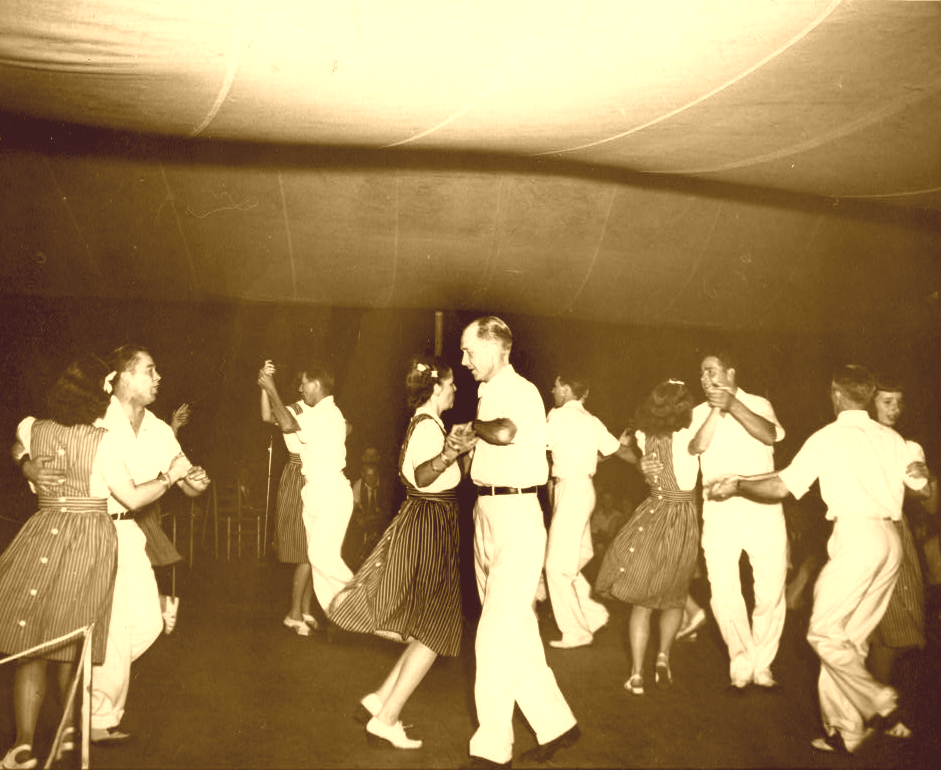

الرقص الرباعي هي رقصة لأربعة أزواج، أو ثمانية راقصين في المجموع، مرتبة في مربع، ذات زوج واحد على كل جانب.